# Metajazyk
Metajazyk je jazyk používaný pro popis jiných jazyků. Formální syntaktické modely pro popis gramatik (Generativní gramatika) jsou jistým typem metajazyka. Obecně vzato může být metajazykem jakákoliv terminologie, nebo jazyk použitý k popisu sebe sama – ať už jako gramatika, nebo diskuse o jazyku samotném a jeho použití. Metajazyk nutně potřebuje širší spektrum jazykových prostředků pro označení všech dostupných výrazů ve zkoumaném (objektovém) jazyce.
Například v logice (predikátová logika) může být výrok „Petr kouří“ vyjádřen jako K(p), kde K=kouří a p=petr.
Metajazyk má navíc výrazy sémantické povahy – používáme jej tehdy, když mluvíme o jiných významech jazyka za užití slov jako "znamená", "představuje" apod. (např. NaCl představuje chlorid sodný, který představuje kuchyňskou sůl).